# Unione Sindacale Italiana
A Unione Sindacale Italiana (Associazione Internazionale dei Lavoratori, USI-AIT) é um sindicato italiano. Foi fundada em novembro de 1912 em Modena, tendo ingressado mais tarde na Associação Internacional dos Trabalhadores ( AIT ). Em 26 de junho de 1913 Alceste De Ambris foi eleito seu líder. Ela foi dissolvida pelo governo fascista em 1925 por suas atividades anarco-sindicalistas. Ela está agora formalmente reativada.